# Dactyloctenium robecchii
Dactyloctenium robecchii är en gräsart som först beskrevs av Emilio Chiovenda, och fick sitt nu gällande namn av Emilio Chiovenda. Dactyloctenium robecchii ingår i släktet knapphirser, och familjen gräs.
Artens utbredningsområde är Somalia. Inga underarter finns listade i Catalogue of Life.